# Войкин, Валерий Григорьевич
Вале́рий Григо́рьевич Во́йкин (14 октября 1945, Ленинград — 2020) — советский легкоатлет, специалист по толканию ядра. Выступал за сборную СССР по лёгкой атлетике в 1970-х годах, обладатель серебряной и бронзовой медалей чемпионатов Европы в помещении, чемпион Универсиады в Москве, рекордсмен страны, многократный победитель и призёр первенств всесоюзного значения. Мастер спорта СССР международного класса. Тренер и преподаватель.

## Биография
Валерий Войкин родился 14 октября 1945 года в Ленинграде.
Начал заниматься лёгкой атлетикой в 1960 году, проходил подготовку в ленинградской Детско-юношеской спортивной школе «Зенит», был подопечным заслуженного тренера СССР Евгения Михайловича Лутковского. На соревнованиях представлял добровольное спортивное общество «Буревестник» (Ленинград). Окончил Государственный дважды орденоносный институт физической культуры имени П. Ф. Лесгафта.
Впервые заявил о себе в толкании ядра на взрослом всесоюзном уровне в сезоне 1967 года, когда выиграл бронзовую медаль на чемпионате страны в рамках IV летней Спартакиады народов СССР в Москве.
В 1969 году в той же дисциплине взял бронзу на чемпионате СССР в Киеве.
На чемпионате СССР 1970 года в Минске вновь стал бронзовым призёром в толкании ядра. Будучи студентом, представлял Советский Союз на Универсиаде в Турине, откуда привёз награду серебряного достоинства — уступил здесь только представителю Восточной Германии Хартмуту Бризенику.
В 1971 году одержал победу на зимнем чемпионате СССР в Москве и стал серебряным призёром на чемпионате Европы в помещении в Софии. На летнем чемпионате страны, прошедшем в рамках V летней Спартакиады народов СССР в Москве, превзошёл всех соперников и завоевал золото. На чемпионате Европы в Хельсинки занял пятое место. Также в этом сезоне установил рекорд СССР в толкании ядра — 20,38 метра.
В 1972 году получил золото и бронзу на зимнем и летнем чемпионатах СССР в Москве соответственно.
На чемпионате СССР в помещении 1973 года в Москве в третий раз подряд был лучшим в толкании ядра. Позже добавил в послужной список золотую награду, полученную на Универсиаде в Москве.
В 1974 году выиграл серебряную медаль на чемпионате СССР в Москве, стал пятым на чемпионате Европы в Риме, дважды обновил рекорд СССР — 20,56 и 20,69 метра.
В 1975 году был третьим на зимнем чемпионате СССР в Ленинграде, на чемпионате Европы в помещении в Катовице и на Кубке Европы в Ницце, тогда как на VI летней Спартакиаде народов СССР в Москве завоевал золото.
В 1977 году победил на чемпионате СССР в Москве.
В 1978 году выиграл бронзовую медаль на зимнем чемпионате СССР в Москве.
В 1979 году победил на чемпионате страны в рамках VII летней Спартакиады народов СССР в Москве, в то время как на соревнованиях в Харькове установил свой личный рекорд в толкании ядра на открытом стадионе — 20,78 метра.
В 1980 году стал серебряным призёром на зимнем чемпионате СССР в Москве.
В январе 1983 года на соревнованиях в Ленинграде установил личный рекорд в толкании ядра в закрытых помещениях — 20,76 метра.
Завершил спортивную карьеру по окончании сезона 1984 года.
За выдающиеся спортивные достижения удостоен почётного звания «Мастер спорта СССР международного класса».
После завершения спортивной карьеры проявил себя на тренерском поприще, работал тренером в сборных командах СССР, Малайзии, Туниса по лёгкой атлетике. Участвовал в подготовке титулованной толкательницы ядра Ларисы Пелешенко. Заслуженный тренер РСФСР.
Умер в декабре 2020 года.